# Escaryus hirsutus
Escaryus hirsutus är en mångfotingart som beskrevs av Titova 1972. Escaryus hirsutus ingår i släktet Escaryus och familjen småjordkrypare. Inga underarter finns listade i Catalogue of Life.